# 巴列德萨曼萨斯
巴列德萨曼萨斯，是西班牙卡斯蒂利亚-莱昂布尔戈斯省的一个市镇。总面积19平方公里，总人口79人（2001年），人口密度4人/平方公里。